# Katie White
Katie Rebecca White (18 januari 1983) is een Engelse zangeres en lid van The Ting Tings sinds 2007. Ze heeft een relatie met haar bandpartner Jules De Martino.

## Jeugd
White groeide op in Lowton (Wigan (district)), samen met haar ouders en zus Helena. Toen ze 12 jaar oud was, won haar opa de loterij en verdeelde het geld onder de familie. Katie en Helena konden zich hierdoor bezigen met houden van pony's. White's vader begon met het geld een managementbureau voor muzikanten.

## Carrière

### TKO
Samen met twee vriendinnen van de middelbare school, vormde White de groep TKO, dat stond voor technical knock out. De groep werd beheerd door het bedrijfje van de vader van White. Ze hadden enkele succesjes en traden op in de voorprogramma's van Steps en Atomic Kitten.
De vader van White verzocht Jules De Martino om teksten voor de meidengroep te schrijven, maar de groep heeft nooit een contract af kunnen sluiten bij een platenmaatschappij.

### Dear Eskiimo
Toen White was gaan studeren aan de universiteit van Leeds nam ze weer contact op met De Martino. Hij verhuisde vervolgens naar Manchester. De twee startte een band genaamd Dear Eskiimo samen met een bevriende DJ, Simon Templeman. Deze samenwerking leek voorspoeding te verlopen, maar liep na 2004 snel op de klippen. 

### The Ting Tings
White werkte samen in een winkeltje met een Chinees meisje genaamd Ting Ting. Toen White en De Martino samen liedjes begonnen te schrijven en kortdurende optredens hadden, besloten ze dat te doen onder de naam The Ting Tings. Ze brachten hun eerste album We Started Nothing uit op 19 mei 2008.

## Privé
White en De Martino woonden jarenlang samen, maar ontkenden een relatie te hebben, tot ze een kind kregen en in een interview wel toe moesten geven samen een langdurige relatie te hebben.